# Tamikrest
Tamikrest (Tamashek: junção, aliança, o futuro) é um grupo musical do Mali, formado por pessoas da etnia Tuaregue, fundado em 2006. A banda combina elementos da música tradicional africana, o rock e pop ocidental, e letras cantadas em Tamashek. O principal compositor e líder da banda é Ousmane Ag Mossa.
Sua música é caracterizada por guitarras elétricas, youyous, baixo, bateria, djembé e outros instrumentos de percussão.

## Discografia
- 2010 : Adagh (Glitterhouse Records)
- 2011 : Toumastin (Glitterhouse Records)
- 2013 : Chatma (Glitterhouse Records)
- 2015 : Taksera (Glitterbeat Records)
- 2017 : Kidal (Glitterbeat Records)
- 2020 : Tamotait (Glitterbeat Records)

## Ligações Externas
- Site oficial